# Nathan Gutman
Pour les articles homonymes, voir Gutman.
Nathan Gutman est un artiste peintre et lithographe français d'origine polonaise né à Varsovie en 1914 et mort en 1990.

## Biographie

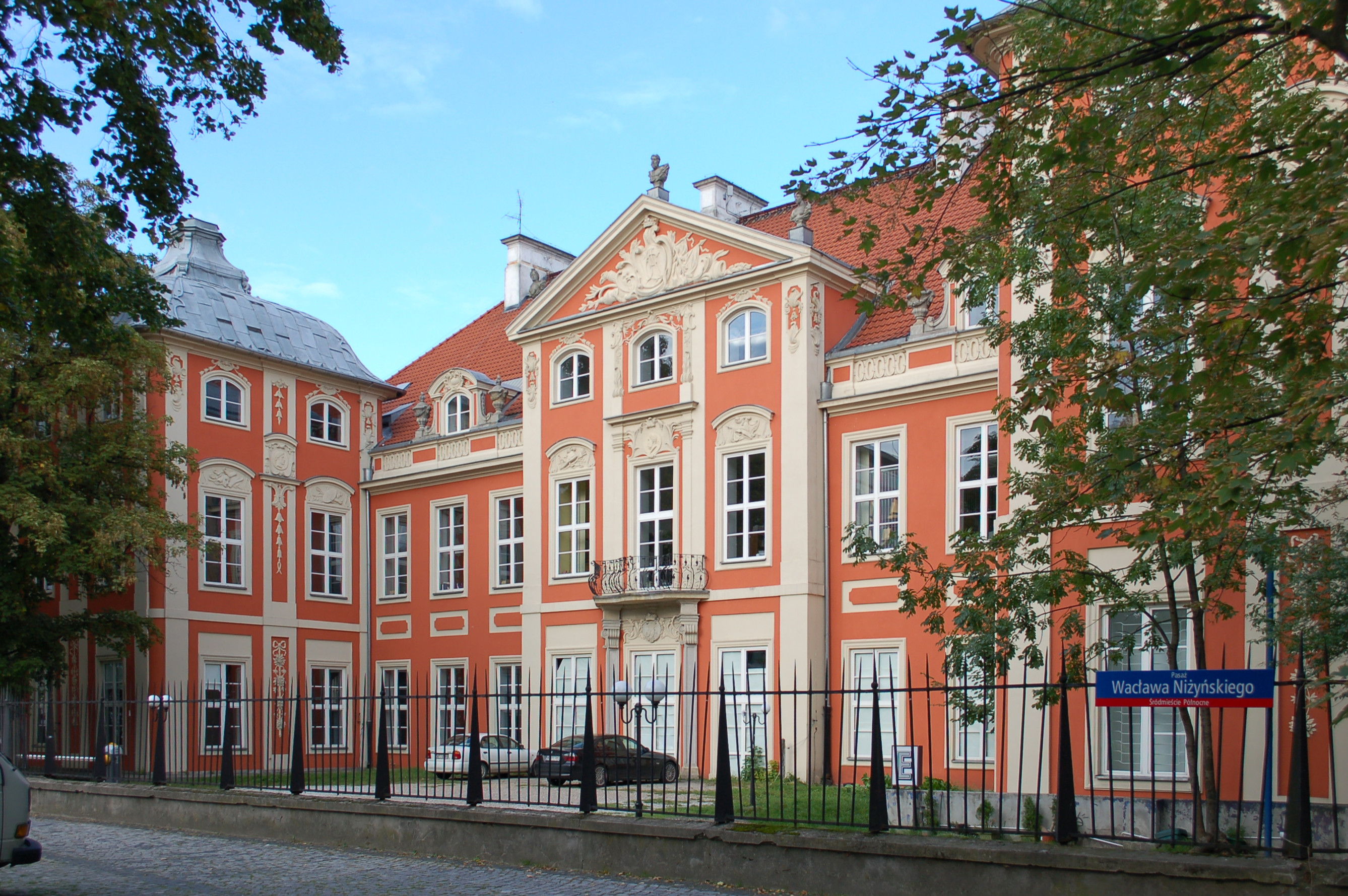
Académie des Beaux-Arts de Varsovie

Nathan Gutman est élève de l'Académie des Beaux-Arts de Varsovie de 1929 à 1933. Après un bref séjour en U.R.S.S. au cours duquel il expose au Musée de la Révolution de Minsk, il revient à Varsovie en 1945 puis émigre à Paris. On observe qu'« il traite volontiers les scènes et fêtes familières juives » et qu'il est « très influencé par Emmanuel Mané-Katz ».
Adrian M. Darmon n'a pas manqué de mentionner en 2003 les confusions qui ont pu être relevées, dans des catalogues de ventes aux enchères, entre l'artiste et son homonyme contemporain Nahum Gutman. Cet avertissement et la parfaite identification de la signature de Nathan Gutman semblent avoir résorbé ces confusions dans les catalogues plus récents.

## Expositions

### Expositions personnelles
- Dates non connues : Galerie Bernheim-Jeune, Paris[4].
- Hôtel Drouot, Paris, vente de l'atelier Nathan Gutman par Jean Hoebanx, commissaire-priseur, 10 octobre 1985[4].

### Expositions collectives
- De Bonnard à Baselitz - Dix ans d'enrichissements du cabinet des estampes, 1978-1988, Bibliothèque nationale de France, 1992[5].

## Réception critique
- « Il utilise la même palette sombre que Mané-Katz pour glorifier les mêmes thèmes inspirés de la mystique juive. » - Gérald Schurr[6]

## Collections publiques

### Autriche
- Museum Kunst der Verlorenen Generation (de), Salzbourg, Portrait d'un rabbin, gouache 59x52,5cm[7].

### France
- Département des estampes et de la photographie de la Bibliothèque nationale de France, quatre lithographies éditées par Mourlot Frères[5].

### Pologne
- Społeczne Museum Żydów Bialegostoku i regionu (musée des Juifs de Bialystok et de la région), Bialystok[8].